# The Football Factory
The Football Factory ist ein Spielfilm des Regisseurs Nick Love über englische Hooligans aus dem Jahr 2004, der ein Jahr später in Deutschland direkt auf DVD erschien. Der Film basiert auf dem Roman Der letzte Kick von John King.

## Handlung
Der Film folgt dem Hooligan Tommy Johnson im Umfeld des Londoner Fußballclubs FC Chelsea, der mit seinen Gewalt suchenden Freunden zu Fußballspielen geht, um sich mit gegnerischen Schlägern zu prügeln. Die Hooligans sind in Gruppen organisiert, welche sie „Die Firmen“ nennen (im Original The Firms). Um der Beobachtung und dem Eingreifen der Polizei zu entgehen, werden die Schlägereien gezielt außerhalb der Stadien ausgetragen.
Im Leben der Gruppe um Anführer Harris geht es neben Gewalt in erster Linie um exzessiven Drogenkonsum, vor allem in Form von Alkohol und Kokain. Einige Mitglieder der Firma sind auch in den Drogenhandel verstrickt. Der zweite Mann hinter Harris ist Billy Bright, der gerne selbst Anführer der Gruppe sein möchte. Allerdings werden seine Führungsqualitäten angezweifelt, da er ein Hitzkopf ist und die Gruppe durch das Anzetteln von Schlägereien in riskanten Situationen (in Unterzahl und Anwesenheit von Polizisten) schon gefährdet hat, was dann auch dazu führt, dass Harris ihn absetzen will. Der Film schildert auch den Hintergrund einiger Figuren: während der junge Zeberdee und sein Freund von Kriminalität leben, führen andere eine bürgerliche Existenz.
Tommy Johnsons bisheriges Leben gerät aus den Fugen, als er seinen Lebensstil erstmals zu hinterfragen beginnt. Ihn plagen Albträume, in denen er sich selbst blutüberströmt am Boden liegend sieht und eine vermummte Person sich ihm als Toter vorstellt. Zudem hat er auch tagsüber Halluzinationen und sieht in Schaufenstern und auf Plakaten die Aussagen „Denk darüber nach, Tom“ und „Ist es das wert, Tom?“. Johnson hatte sich vor Kurzem zudem mit dem Bruder des Anführers der Erzrivalen vom FC Millwall angelegt, und schon bald begegnen sich die Vereine im Pokalwettbewerb. Zu diesem Anlass kommt es auch zur entscheidenden Auseinandersetzung der beiden verfeindeten Gruppen.
Tommy landet schwer verletzt im Krankenhaus und stellt sich erneut die Frage, ob es das alles wert gewesen ist. Als er, an einer Krücke gehend, Wochen später wieder seinen Pub betreten kann und seine Freunde sieht, beantwortet er sich diese Frage sofort mit einem eindeutigen „Ja“, welches die vorhergehende, vorsichtig-hinterfragende Auseinandersetzung mit der sinnlosen Gewalt endgültig verdrängt und die Gewalt nun als etwas Positives, zu seinem Leben Gehörendes darstellt.
Am Ende kommt Zeberdee zu Tode, wie es Tommy in seinen Albträumen vorhergesehen hatte, jedoch nicht bei einer Schlägerei: als Tommy ihm in einem Lokal ein kleines Päckchen Kokain zum Eigenverbrauch zusteckt, zieht er sich zum Konsumieren auf die Toilette zurück, wohin ihm ein Drogendealer folgt, den er zuvor einmal beraubt hatte. Er erschießt Zeberdee. Zum Schluss erfährt man, was aus den anderen Protagonisten geworden ist: Billy Bright wird wegen seiner vielen vorherigen Taten und Verletzung der Bewährungsauflagen zu sieben Jahren Haft verurteilt, Tommys Freund Rod führt ein bürgerliches Leben als Inhaber einer Klimaanlagenfirma, Harris bleibt Anführer der Gruppe und Tommy lebt sein Leben als Hooligan weiter.

## Kritiken
„Inszenatorisch bewegt sich die Milieustudie im ,Trainspotting‘-Bereich, setzt auf Tempo, zeitgemäßen Techno-Sound und Galgenhumor, bemüht sich dabei aber kaum, Gründe für die erschreckende Gewaltbereitschaft vermeintlicher Fans zu finden.“

Director Nick Love tries so desperately to make this movie the hooligan's version of Trainspotting. But where Danny Boyle's classic showed the darker side of the drug world, this movie does nothing to illustrate consequences of such violence. The fights, while brutal, lack believability as victims take their kickings only to return with a few bruises and the odd bandage. In one scene a rival is hit across the head with a cricket bat, only to be seen out the following night with a large bandage on his head. This only serves to make the violence less of a deterrent and more of an acceptable part of life that has little consequences.

„Regisseur Nick Love versucht verzweifelt, aus dem Film die Hooligan-Version von Trainspotting zu machen. Aber wo Danny Boyles Klassiker die dunklere Seite der Drogenwelt zeigte, macht dieser Film nichts, um die Konsequenzen von derartiger Gewalt aufzuzeigen. Den brutalen Kämpfen mangelt es an Glaubwürdigkeit, da die Opfer ihre Tritte einstecken und danach nur mit ein paar blauen Flecken und einer komischen Bandage wieder auftauchen. In einer Szene wird einem Rivalen ein Cricket-Schläger auf den Kopf geschlagen, um ihn dann schon in der folgenden Nacht beim Ausgehen nur mit einer großen Bandage am Kopf zu zeigen. Dies dient nur dazu, um Gewalt zu einem weniger abschreckenden Teil und mehr zu einem akzeptablen Teil des Lebens zu machen, der nur geringe Konsequenzen hat.“

Plays to the thug mentality of a small percentage of so-called football fans. […] Glorifies hooligans and violence.

„Beschönigt die Schläger-Mentalität einer geringen Prozentzahl von sogenannten Fußball-Fans. […] Verherrlicht Hooligans und Gewalt.“

## Trivia
- Obwohl der Film keine wahre Geschichte erzählt, finden sich Parallelen zu den real existierenden (ehemaligen) Hooligan-Gruppen Headhunters (Chelsea) und Bushwhackers (Millwall). Um die Kampfszenen authentischer zu gestalten, wurde u. a. mit Komparsen gedreht, die entweder aktive oder ehemalige Hooligans waren.

- Ein ähnliches Thema behandelt auch der Film Hooligans.